# NIC-59
La NIC-59  es una importante carretera nacional clasificada como colectora secundaria en Nicaragua. Esta vía comienza en el Sur al Norte del Empalme de Boaco en la NIC-9, Departamento de Boaco y culmina en el Norte en la NIC-9 en Boaco, departamento de Boaco.

## Extensión
Con una extensión de 13,54 millas (21,8 km), la NIC-59 juega un rol clave en la conectividad y transporte de la región.